# Château de Viviers-lès-Montagnes
Le château de Viviers-lès-Montagnes est un édifice fortifié, situé dans la commune de Viviers-lès-Montagnes en France et inscrit aux monuments historiques depuis le 2 mars 1981. 

## Situation
Le château est bâti sur un promontoire qui domine la plaine avec une vue sur la Montagne Noire. Le dénivelé a permis un étagement de trois niveaux de caves et terrasses sur plusieurs niveaux.

## Historique
Le site est occupé depuis des millénaires. Des vestiges préhistoriques ont été trouvés, puis le site a probablement été un oppidum. Au IXe siècle les bénédictins de Castres y implantent un prieuré. Fortifié par les Templiers, le prieuré est saccagé lors de la croisade des Albigeois par Simon IV de Montfort et une nouvelle fois pendant la guerre de Cent Ans. Ces combats démontrent que l'intérêt stratégique du lieu est important. En 1339, Philippe VI autorise les habitants à se partager les parcelles et fortifier le site. Les remparts comportaient huit tours, constituant une forteresse redoutée du Haut-Languedoc, à la frontière des diocèses de Lavaur et Castres. 
Plusieurs seigneurs locaux furent tour à tour propriétaires du château, chacun modifiant selon l'époque et le style : tour d'artillerie ou ouverture de fenêtres Renaissance. Après quatre sièges pendant les guerres de religion, le château est totalement remanié, même si les caves voûtées témoignent de l'époque où se défendre était nécessaire. Une partie des sculptures antérieures a été retrouvée lors de fouilles au XIXe siècle et orne le parc. 
Au début du XIXe siècle, l'architecte toulousain, Jean-Pierre Laffon agrandit les ouvertures et en fait un château néo-classique sans modifier la structure initiale. Le mur de la cour est supprimé au profit des jardins.

## Description
Du château initial en fer à cheval, la partie centrale est conservée, avec de larges ouvertures néo-classiques. L'aile orientale a été abaissée. 

## Sources